# Nuoto ai campionati mondiali di nuoto 2013 - 400 metri misti maschili
Le qualifiche per la semifinale si sono svolte la mattina del 4 agosto 2013, mentre la finale, invece, si è svolta la sera dello stesso giorno.

## Medaglie
| Posizione | Atleta         | Paese       |
| --------- | -------------- | ----------- |
| Oro       | Daiya Seto     | Giappone    |
| Argento   | Chase Kalisz   | Stati Uniti |
| Bronzo    | Thiago Pereira | Brasile     |

## Record
Prima della manifestazione il record del mondo (WR) e il record dei campionati (CR) erano i seguenti.
| Record mondiale       | 4'03"84 | Michael Phelps Stati Uniti | 10 agosto 2008 Pechino, Cina        |
| Record dei campionati | 4'06"22 | Michael Phelps Stati Uniti | 1º aprile 2007 Melbourne, Australia |

## Risultati

### Batterie
| Pos. | Batteria | Corsia | Atleta                   | Nazionalità   | Tempo   | Note |
| ---- | -------- | ------ | ------------------------ | ------------- | ------- | ---- |
| 1    | 3        | 5      | Chase Kalisz             | Stati Uniti   | 4'11"87 | Q    |
| 2    | 2        | 4      | Daiya Seto               | Giappone      | 4'12"96 | Q    |
| 3    | 4        | 6      | Tyler Clary              | Stati Uniti   | 4'13"55 | Q    |
| 4    | 4        | 4      | Kōsuke Hagino            | Giappone      | 4'13"80 | Q    |
| 5    | 2        | 5      | Dávid Verrasztó          | Ungheria      | 4'13"95 | Q    |
| 6    | 2        | 6      | Daniel Wallace           | Gran Bretagna | 4'14"15 | Q    |
| 7    | 3        | 4      | Thomas Fraser-Holmes     | Australia     | 4'14"52 | Q    |
| 8    | 4        | 2      | Thiago Pereira           | Brasile       | 4'15"81 | Q    |
| 9    | 2        | 3      | Roberto Pavoni           | Gran Bretagna | 4'15"90 |      |
| 10   | 4        | 5      | Federico Turrini         | Italia        | 4'15"96 |      |
| 11   | 4        | 3      | Yannick Lebherz          | Germania      | 4'16"23 |      |
| 12   | 4        | 8      | Alexis Santos            | Portogallo    | 4'16"30 |      |
| 13   | 2        | 7      | Alec Page                | Canada        | 4'16"62 |      |
| 14   | 3        | 3      | Luca Marin               | Italia        | 4'17"71 |      |
| 15   | 3        | 6      | Gal Nevo                 | Israele       | 4'17"95 |      |
| 16   | 2        | 1      | Jakub Maly               | Austria       | 4'19"21 |      |
| 17   | 3        | 1      | Michael Meyer            | Sudafrica     | 4'21"17 |      |
| 18   | 3        | 8      | Simon Sjödin             | Svezia        | 4'21"74 |      |
| 19   | 3        | 0      | Yury Suvorau             | Bielorussia   | 4'21"82 |      |
| 20   | 3        | 2      | Maksym Shemberev         | Ucraina       | 4'22"65 |      |
| 21   | 4        | 7      | Kevin Wedel              | Germania      | 4'23"18 |      |
| 22   | 2        | 8      | Nathan Capp              | Nuova Zelanda | 4'23"27 |      |
| 23   | 4        | 9      | Pedro Pinotes            | Angola        | 4'23"36 |      |
| 24   | 1        | 9      | Taki Mrabet              | Tunisia       | 4'23"39 |      |
| 25   | 1        | 7      | Christoph Meier          | Liechtenstein | 4'23"90 |      |
| 26   | 2        | 0      | Anton Sveinn McKee       | Islanda       | 4'23"99 |      |
| 27   | 4        | 1      | Ward Bauwens             | Belgio        | 4'25"07 |      |
| 28   | 1        | 6      | Pavel Janeček            | Rep. Ceca     | 4'25"14 |      |
| 29   | 3        | 7      | Shi Yi                   | Cina          | 4'25"42 |      |
| 30   | 1        | 5      | Alpkan Ornek             | Turchia       | 4'28"22 |      |
| 31   | 1        | 4      | Nikola Dimitrov          | Bulgaria      | 4'28"73 |      |
| 32   | 1        | 2      | Povilas Strazdas         | Lituania      | 4'29"05 |      |
| 33   | 1        | 3      | Bogdan Knežević          | Serbia        | 4'29"94 |      |
| 34   | 1        | 1      | Nuttapong Ketin          | Thailandia    | 4'30"67 |      |
| 35   | 2        | 9      | Ezequiel Trujillo Aviles | Messico       | 4'30"73 |      |
| 36   | 3        | 9      | Mohamed Gadallh          | Egitto        | 4'32"95 |      |
| 37   | 4        | 0      | Im Tae-Jeong             | Corea del Sud | 4'34"69 |      |
| 38   | 1        | 0      | Bartal Hofgaard Hestoy   | Fær Øer       | 4'35"37 |      |
| 39   | 1        | 8      | Ayman Klzie              | Siria         | 4'41"12 |      |
|      | 2        | 2      | Raphaël Stacchiotti      | Lussemburgo   |         | NP   |

### Finale
| Pos. | Corsia | Atleta               | Nazionalità   | Tempo   | Note |
| ---- | ------ | -------------------- | ------------- | ------- | ---- |
|      | 5      | Daiya Seto           | Giappone      | 4'08"69 |      |
|      | 4      | Chase Kalisz         | Stati Uniti   | 4'09"22 |      |
|      | 8      | Thiago Pereira       | Brasile       | 4'09"48 |      |
| 4    | 3      | Tyler Clary          | Stati Uniti   | 4'10"39 |      |
| 5    | 6      | Kōsuke Hagino        | Giappone      | 4'10"77 |      |
| 6    | 2      | Dávid Verrasztó      | Ungheria      | 4'13"68 |      |
| 7    | 7      | Daniel Wallace       | Gran Bretagna | 4'13"72 |      |
| 8    | 1      | Thomas Fraser-Holmes | Australia     | 4'17"46 |      |